# Crispin Porter + Bogusky
A Crispin Porter + Bogusky (também conhecido como CP+B), membro de capital aberto do MDC Partners, é uma agência de publicidade que em 2005 empregou cerca de 700 pessoas. Foi fundada em 1988 por Sam Crispin. Crispin tornou-se parceiro de Chuck Porter e Alex Bogusky. Desde 2016, Porter é o único membro que ainda trabalha na CP+B.
A agência está sediada em Boulder, Colorado, com escritórios adicionais em Coconut Grove, Flórida; Los Angeles, Califórnia; Londres, Inglaterra; São Paulo, Brasil; Gotemburgo, Suécia; Estocolmo, Suécia; Copenhague, Dinamarca; Hong Kong, China e Pequim, China.
A CP+B experenciou um rápido crescimento no final dos anos 90 e início dos anos 2000, alcançando notoriedade trabalhando para as empresas Burger King, BMW MINI e pela campanha anti-tabagismo TheTruth.com. Sally Hogshead trabalhou para a empresa naquela época e abriu um escritório da Crispin Porter + Bogusky em Venice, Califórnia. A lista atual de clientes da agência inclui a Domino's Pizza, Infiniti, American Airlines, PayPal, Hotels.com, Hulu,  Goose Island Brewery e Kraft Macaroni & Cheese.
Eles são conhecidos por usar técnicas de marketing viral. Em setembro de 2008, a agência criou um comercial de televisão para a Microsoft, com Jerry Seinfeld e Bill Gates, que recebeu atenção negativa da mídia. A campanha publicitária de US$ 300 milhões intitulada "I'm a PC" foi projetada para desafiar a campanha "Get a Mac" da Apple, mostrando que as pessoas comuns são usuários de PC. A campanha contribuiu para que o Windows 7 se tornasse a versão mais vendida do Windows até o momento.
A CP+B foi nomeada "Agência do Ano" 13 vezes na imprensa especializada. Em 15 de dezembro de 2008, a CP+B foi nomeada a agência do ano da Creativity. Eles também foram nomeados Agência dos EUA em 2008 pela Adweek. Em dezembro de 2009, a CP+B foi nomeada Agência da Década pela Ad Age e Agência do Ano pela revista Decade and Boards. Em 2010, a CP+B foi nomeada Agência Interativa do ano no Festival de Publicidade Internacional de Cannes pela terceira vez, a agência ganhou tal prêmio desde 2005.